# Gertrud Pätsch

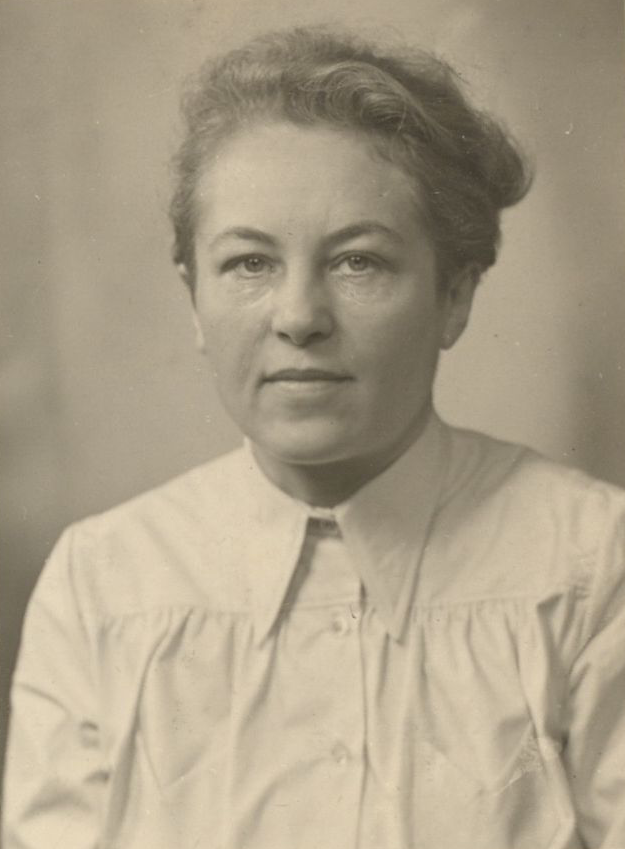
Gertrud Pätsch

Gertrud Pätsch, auch Gertrud Kettler-Robben (* 22. Januar 1910 in Einbeck als Gertrud Kettler; † 14. Dezember 1994 in Jena), war eine deutsche Ethnologin, Philologin, Religionswissenschaftlerin und Hochschullehrerin, die sich im Besonderen auf dem Gebiet der Kartwelologie verdient gemacht hat.

## Leben und Wirken
Die Tochter des Druckereibesitzers und Verlegers Karl Kettler und seiner Ehefrau Mathilde, geborene Wulfestieg, bekam 1929 am Freiherr-vom-Stein-Gymnasium (damals Oberlyzeum) in Münster, wo die Familie seit 1916 ansässig war, ihr Reifezeugnis.
Ab 1929 belegte sie ein Studium der evangelischen Theologie, wurde 1933 auf Grund orientalistischer und ethnologischer Studien auch in die Philosophische und Naturwissenschaftliche Fakultät eingeschrieben. Ihre Hauptarbeitsgebiete waren der christliche Orient unter besonderer Berücksichtigung der biblischen Textgeschichte sowie das Studium der semitischen, slawischen und kaukasischen Sprachen, unter anderem bei Hubert Grimme, Karl Heim, Anton Baumstark junior, Georg Graf, Franz Taeschner, K. H. Meyer und Ferdinand Hestermann an den Universitäten Münster und Tübingen. Außerdem betrieb sie Studien der katholischen Theologie, vergleichenden Religionswissenschaft, allgemeinen Sprachwissenschaft und malayo-polynesischen Sprachen.
Sie legte Zwischenprüfungen in Latein, Griechisch und Hebräisch ab.
Im Jahr 1937 promovierte sie in Münster bei Ferdinand Hestermann mit der Dissertation Das Verbum Finitum in der altgeorgischen Übersetzung des Markus-Evangeliums. Laut Hestermann war es „das erste Doktorat der Weltgeschichte im Fach Georgisch“.

### Zeit des Nationalsozialismus und väterliche Druckerei
Ab 1934 war sie Mitglied der Bekennenden Kirche. Sie war die wissenschaftliche Assistentin von Ferdinand Hestermann, der wegen seiner NS-kritischen Haltung keine bezahlte Anstellung fand. „Wer hätte die Arbeiten des Wissenschaftlers drucken sollen, der nicht nur auf ausdrückliches Befragen, sondern wo immer sich eine Gelegenheit bot, gegen den menschenunwürdigen Rassenbegriff auftrat. Der Staat beließ ihn dafür in der unbezahlten Stellung des Privatdozenten“ (Gertrud Pätsch).
Ihre Dissertation erschien beim Verlag der internationalen Zeitschrift für Völker- und Sprachenkunde ANTHROPOS, die von Wilhelm Schmidt herausgegeben wurde und bereits in die Schweiz emigriert war.

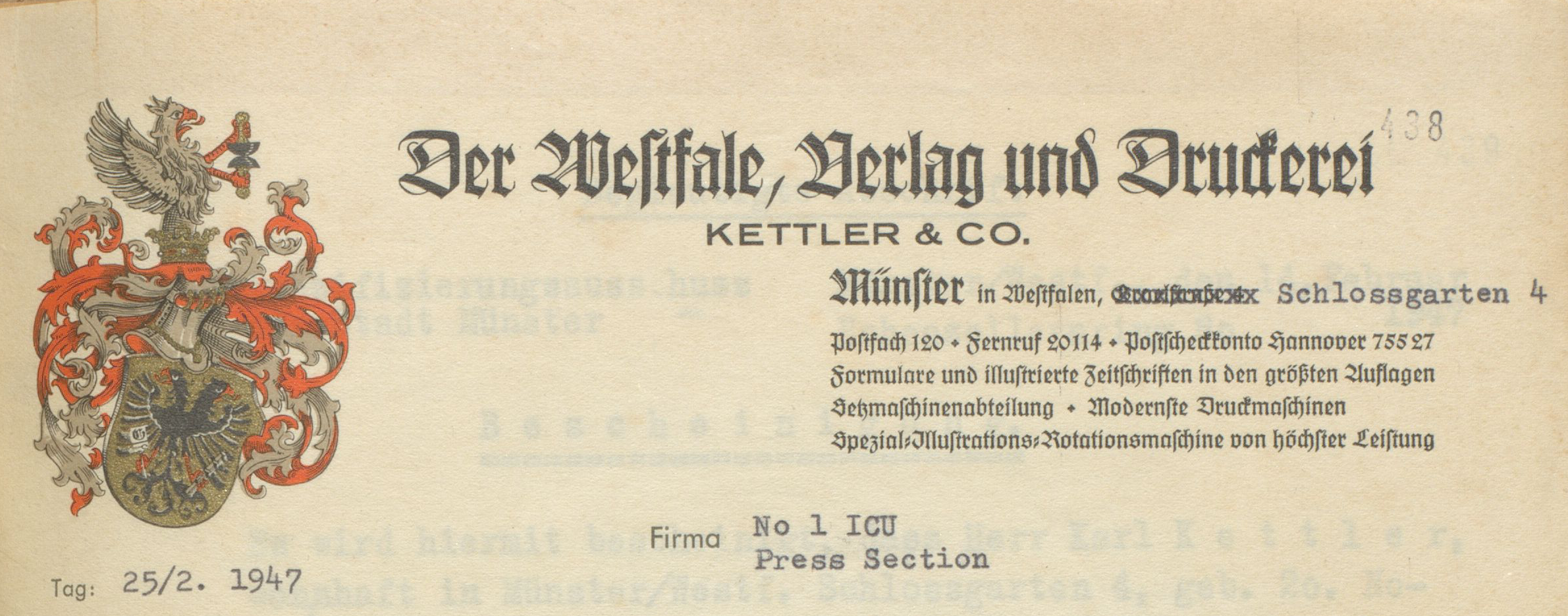
Briefkopf. „Der Westfale, Verlag und Druckerei Kettler und Co.“

Eine weitere wissenschaftliche Arbeit im Rahmen der Universität war zur Zeit des Faschismus, so Pätsch, mit ihrer Überzeugung nicht vereinbar. Deshalb verließ sie die Universität und war 1937 ein halbes Jahr Volontärin im Verlag Laumann in Dülmen, der kurze Zeit darauf wegen seiner politischen Haltung enteignet wurde. Danach trat sie in die Firma Der Westfale, Verlag und Druckerei, ein, die ihr Vater als persönlich haftender Gesellschafter leitete. Sie machte dort eine Weiterbildung und verdiente sich als Prokuristin ihren Lebensunterhalt. Durch den Erwerb von Gesellschaftsanteilen wurde sie zudem Mitinhaberin. 1939 bestand sie die Schriftleiterprüfung. Aus politischen Gründen wurde sie nicht in den Zeitschriften-Verleger-Verband aufgenommen. Die Firma ihres Vaters wurde 1944 geschlossen, weil sie nicht den Erfordernissen der „Heimatfront“ entsprach. Der Westfale wurde schon 1933 als staatsfeindlich gemeldet und unter Beobachtung der Gestapo gestellt.
Als der Verlag 1938 die Rechte an der naturheilkundlichen Zeitschrift Gesundheit, Kraft, Schönheit erwarb, deren Verleger Curt Tränkner von der Reichspressekammer aus politischen Gründen zum Verkauf gezwungen worden war, machte er neben dem offiziellen Kaufvertrag einen Arbeitsvertrag, um Tränkner indirekt die Zeitschrift und deren Einnahmen zu überlassen. Als Tränkner einige Monate später von der Gestapo in Halle verhaftet wurde, fand man bei einer Hausdurchsuchung diesen Arbeitsvertrag. Die Reichspressekammer drohte mit allen möglichen persönlichen und finanziellen Strafen gegen die Firma. Deswegen übernahm Gertrud Kettler im Dezember 1939 als Einzelperson die Zeitschrift. Nachdem Gertrud Kettler in Halle gewesen war, um mit dem verhafteten Tränkner zu sprechen, galt auch sie als verdächtig und an „dieser volksfeindlichen Verschwörung“ beteiligt. Der Kauf der Zeitschrift wurde von der Reichspressekammer nicht genehmigt und dem Hüthig-Verlag in Heidelberg zugesagt. Infolge der Kriegsverhältnisse war es möglich, die Zeitschrift durch einen endlosen, immer wieder protestierenden Briefwechsel zu halten, bis sie 1942 verboten wurde.

### Nachkriegszeit, KPD und Übersiedlung in die SBZ

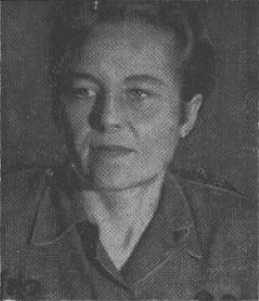
Pätsch 1948

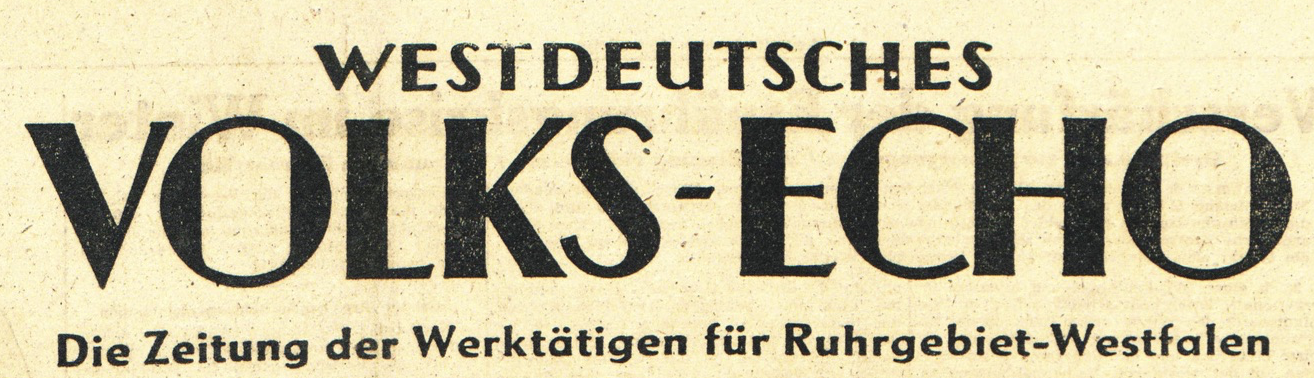
Die KPD-Zeitung Westdeutsches Volks-Echo

1946 trat Gertrud Kettler-Robben in die Kommunistische Partei Deutschlands (KPD) ein. Sie war im Bund religiöser Sozialisten. Sie wurde Mitglied der KPD-Landesleitung von Nordrhein-Westfalen. In der Bezirksleitung Nord-Westfalen der KPD in Münster war sie als dritte Sekretärin für Kulturpolitik verantwortlich. Bei ihrer politischen Arbeit lernte sie ihren späteren Ehemann Julius Pätsch kennen, der während des Dritten Reiches im Widerstand aktiv gewesen war. In der KPD-Bezirksleitung war er zunächst Stellvertreter von Georg Kipp, dann selbst Erster Sekretär (Bezirksleiter).
Mitte 1945 war Gertrud Kettler-Robben mit ihrer Familie, die als Evakuierte bei Verwandten in Niedersachsen untergekommen war, nach Münster zurückgekehrt. Hier beteiligte sie sich an der Gründung des Kulturbundes zur demokratischen Erneuerung Deutschlands. Dabei kam sie mit Mitgliedern der KPD in Berührung und im Februar 1946 trat sie der KPD bei. Sie arbeitete daraufhin in der Parteipresse, zunächst 1946 als Kulturredakteurin beim Volks-Echo für Westfalen und Lippe in Bielefeld. Gleichzeitig bemühte sie sich vergeblich um die Lizenzierung einer Zeitschrift für den Kulturbund in Nordrhein-Westfalen, die im Verlag ihres Vaters erscheinen sollte. 1947 wechselte sie in die Kulturredaktion des Westdeutschen Volks-Echos in Dortmund, das im Mai 1948 verboten wurde. Bereits im Februar 1948 war sie durch Wahl in die Partei-Bezirksleitung nach Münster berufen worden. Nach der Umorganisation der Parteistrukturen und der Auflösung der Bezirke kehrte sie im September 1948 nach Dortmund zurück und arbeitete in der Redaktion der Neuen Volkszeitung, der neu lizenzierten Nachfolgerin des Westdeutschen Volks-Echos.
Gertrud Kettler und ihr Vater Karl Kettler, der auch Mitglied der KPD war, beantragten mit ihrer Firma 1946 erfolglos die Lizenz für einen Buchverlag. Unter der Mitarbeit von Nanda Herbermann und Ferdinand Hestermann wollten sie eine evangelisch-katholische Arbeitsgemeinschaft bilden und konfessionsübergreifende Bücher zu Grundsatzthemen des Christentums herausgeben. Daneben sollten wissenschaftliche Bücher, Übersetzungen und Broschüren erscheinen, die zur Überwindung der Folgen der NS-Ideologie beitragen sollten.
Laut Rudolf Fey habe Gertrud Kettler-Robben als Assistentin des international bekannten Sprachwissenschaftlers an der Wilhelms-Universität Münster, Ferdinand Hestermann, einen großen Wirkungskreis unter den Intellektuellen der Universitätsstadt besessen. Ihr Verdienst habe darin bestanden, mit der Hilfe von Josef Knieps, dem Lokalredakteur des Volks-Echos, den Kulturbund Münster ins Leben gerufen zu haben. Die Ortsgruppe sei eine der stärksten und repräsentativsten in Nordrhein-Westfalen gewesen. Der Kulturbund wurde im November 1947 verboten.
Bei politischen Aktionen der KPD gab es immer wieder Zusammenstöße mit ehemaligen Nationalsozialisten. Auch die britische Militärverwaltung erließ gegen die KPD Verbote und führte Verhaftungen durch. Auf einer CDU-Veranstaltung in Gronau (Westf.) sollte Julius Pätsch das Wort ergreifen, um den Redner, einen ehemaligen SS-Unterführer, der  als CIA-Agent in der SBZ Sabotageakte verübt hatte, zu entlarven.

„Julius Pätsch hatte etwa zehn Minuten gesprochen, als Militärpolizei mit der Gronauer Ortspolizei im Saal erschien, die Versammlung als widerrechtlich schloss und Julius Pätsch auf der Stelle verhaftete. Kriminalwachtmeister Möller, einst Unterbannführer der HJ, führte die Verhaftung durch. [...] Als Gertrud Kettler-Robben in englischer Sprache gegen die Verhaftung Protest erhob, wurde sie gleich mit abgeführt.“

Kettler-Robben beteiligte sich auch aktiv an der Volkskongress-Bewegung. Der politische Druck stieg weiter an, als sich SPD und KPD in Nordrhein-Westfalen auf die Bildung einer Einheitspartei geeinigt hatten. Es wurde ein Komitee zur Vorbereitung der SED für den Bezirk Nordrhein-Westfalen gebildet, dem Kettler-Robben (als Schriftleiterin) und der parteilose Ferdinand Hestermann angehörten. Ein Volkskongress für Rheinland-Westfalen in Solingen, auf dem Ferdinand Hestermann eine Rede halten sollte, wurde verboten. Kettler-Robben und Hestermann überquerten 1948 schwarz die innerdeutsche Grüne Grenze, um sich in Ost-Berlin im Volksrat an der Ausarbeitung einer neuen Verfassung zu beteiligen – der späteren Verfassung der DDR.
Im selben Jahr nahmen Gertrud Kettler-Robben und Ferdinand Hestermann als Mitglieder der Volksratsdelegation und einzige Vertreter Westdeutschlands an den Oktoberfeierlichkeiten in Moskau und Leningrad teil. Anschließend siedelte Kettler-Robben (inzwischen verheiratete Pätsch) mit ihrem Ehemann Julius Pätsch, ihrem Sohn Martin Robbe, ihren Eltern und Ferdinand Hestermann in die Sowjetische Besatzungszone (SBZ) über, nachdem bekannt geworden war, dass Hestermann und Gertrud Kettler-Robben unmittelbar eine Verhaftung durch die britische Besatzungsmacht drohte.

### In Berlin, Jena und Tbilissi
Gertrud Pätsch lehrte zunächst an der Friedrich-Schiller-Universität in Jena, war dort von 1949 bis 1950 die Assistentin Ferdinand Hestermanns am Seminar für Allgemeine Sprach- und Kulturwissenschaft und hielt von 1950 bis 1951 Lehrveranstaltungen unter anderem über Leo Tolstoi, Maxim Gorki, die russischen Prosaisten des neunzehnten Jahrhunderts, Grundprobleme des Studiums der russischen Gesellschaft, Kultur und Sprache sowie Stalins Arbeiten über die Sprachwissenschaft und ihren Widerhall in der sowjetischen Wissenschaft.
1951 habilitierte sie sich an der Humboldt-Universität zu Berlin mit einer Arbeit über die Sprache von Nias. Darauf erfolgte ihre Berufung als Dozentin, später Professorin an die Berliner Universität, wo sie mit Heinrich Junker das Vorderasiatische Institut aufbaute und die Kaukasiologische Abteilung leitete. Außerdem war sie Leiterin der Abteilung Allgemeine Sprachwissenschaft im Indogermanischen Institut und ab 1955 kommissarische Direktorin des Instituts für Völkerkunde und Deutsche Volkskunde. Sie wirkte bei der Etablierung des Faches Indonesienkunde mit. Ab 1959 hatte sie einen Lehrstuhl für Kaukasiologie, Indonesienkunde und allgemeine Sprachwissenschaft inne. Sie lehrte allgemeine Sprachwissenschaft sowie Kaukasiologie, Indonesienkunde, und teilweise auch Philosophie, wie im Eröffnungssemester des Faches an der Humboldt-Universität 1951/52 mit der Veranstaltung Die Anfänge der Philosophie bei den Naturvölkern.
Sie unterhielt freundschaftliche Beziehungen zu Klaus Zweiling, Manfred Häckel und Leo Haas.
1955 erschien ihr aus marxistischer Sicht geschriebenes Buch Grundfragen der Sprachtheorie als Beitrag zum Aufbau der Sprachwissenschaften in der DDR. Darin betrachtet sie Werke deutscher Sprachwissenschaftler kritisch, indem sie Bezug auf die von Arnold Tschikobawa angeregten, gegen die damals in der Sowjetunion große Geltung habenden Ansichten Nikolai Marrs gerichteten Briefe zur Sprachwissenschaft („Linguistikbriefe“) Stalins nimmt, die 1950 in der Prawda erschienen waren.
1960 folgte Gertrud Pätsch der Berufung als Professor mit Lehrstuhl für Allgemeine Sprachwissenschaft unter besonderer Berücksichtigung kaukasischer Sprachen und kulturhistorischer Spezialprobleme an die Friedrich-Schiller-Universität nach Jena. Als Neuaufbau des Instituts für Allgemeine Sprach- und Kulturwissenschaft gründete sie das Ferdinand-Hestermann-Institut. Sie etablierte als Kernbereiche dieses Instituts die Kaukasiologie und - zusammen mit Harry Spitzbardt - die Indonesienkunde in Jena. Sie gründete eine Arbeitsgemeinschaft „Sprachwissenschaft“, die sich im Laufe der Jahre zu einer Forschungsgemeinschaft entwickelte. Seit der dritten Hochschulreform 1968 war das von ihr geschaffene Institut Teil der von ihr wesentlich mitkonzipierten Sektion Sprachwissenschaft, in der sie den Fachbereich Grundlagen der marxistischen Sprachtheorie leitete. Bis zur Emeritierung war sie Direktorin der seit 1961 bestehenden Jenaer Kaukasiologie.

„Pätsch sorgte für eine Belebung fachübergreifender sprachwissenschaftlicher Kommunikation an der Universität, die die marxistische Obligation und Etikettierung mit Großzügigkeit, Toleranz, ja Subversivität unterlief und jeglichem empirischen Common Sense in der Wissenschaft freie Hand ließ.“

In Zusammenarbeit mit Martin Robbe gab Pätsch, die selbst Theologie studiert hatte, 1963 Prosper Alfarics Werk Die sozialen Ursprünge des Christentums auf Deutsch heraus. Alfaric war ein französischer Religionswissenschaftler und ehemaliger Priester. In einem ausführlichen Vorwort, in dem sie Bezug nimmt auf die Vorbedingungen der Ereignisse im nationalsozialistischen Deutschland, schildert Pätsch, vor dem Hintergrund seiner Erfahrungen und Enttäuschungen sowohl mit dem Katholizismus in Frankreich als auch mit dem Protestantismus in Deutschland, Alfarics Transformation von einem Geistlichen zu einem Atheisten und Wissenschaftler. In der BRD ist das Buch beim Progress-Verlag von Johann Fladung erschienen.

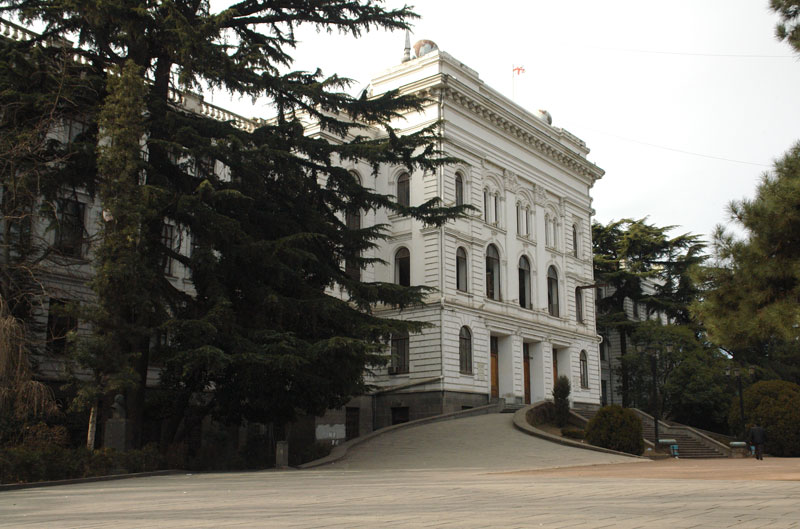
Staatliche Universität Tiflis. Das Hauptgebäude, genannt der „Weiße Tempel“

Nach ihrer Emeritierung 1970 dozierte sie zwei Jahre lang als Gast an der Staatlichen Universität Tiflis.
Pätsch engagierte sich für den Kulturverkehr zwischen Georgien und der DDR. Sie begründete die Universitätspartnerschaft zwischen Jena und Tiflis. Auf ihrem Grundstück in Jena ließ sie für Besucher aus Georgien, darunter der mit ihr befreundete Konstantine Gamsachurdia, den sie übersetzt hat, ein Gästehaus errichten. Dessen Sohn Swiad Gamsachurdia, Schriftsteller und später der erste Präsident Georgiens, erhielt von Pätsch Einladungen in die DDR, bis ihm das Reisen wegen Dissidententätigkeit nicht mehr bewilligt wurde. Auf einer Stufe der Treppe zu ihrem Haus standen eingraviert die Buchstaben des georgischen Alphabets. Die Bücher aus ihrer Bibliothek hat sie in fünfzig Kisten der Nationalbibliothek in Tiflis vermacht.
Pätsch veröffentlichte eine Vielzahl von Aufsätzen, unter anderem regelmäßig in der wissenschaftlich-literarischen Zeitschrift Bedi Kartlisa. Revue de Kartvélologie (dt. Schicksal Georgiens). Sie war Mitherausgeberin der von Walther Victor begründeten Lesebücher für unsere Zeit im Thüringer Volksverlag, später Aufbau Verlag. Außerdem war sie Mitglied der Redaktion der Mitteilungen des Instituts für Orientforschung (MIO), saß im Redaktionsbeirat der Ethnographisch-Archäologische Zeitschrift und im Conseil scientifique. Bedi Kartlisa. Revue de Kartvélologie.
Pätsch war Mitglied des Präsidiums der Deutsch-Südostasiatischen Gesellschaft in der DDR (Liga für Völkerfreundschaft). Beim Staatssekretariat für das Hoch- und Fachschulwesen war sie Mitglied des Wissenschaftlichen Beirats für Asien- und Afrikawissenschaften sowie Mitglied des Beirats für Länderwissenschaften und Sektion Sprache innerhalb des Beirats für Sprache und Literatur.

## GI „Gertrud“
„Gertrud Pätsch war nach dem Besuch eines Kongresses, auf dem auch katholische Theologen anwesend waren, irgendwie suspekt erschienen und in ‚Aufklärung‘ genommen worden.“

Ein Oberleutnant von der HA V/4, Berlin, fing sie nach einer Vorlesung ab und bat um ein Gespräch; es ging ihm um einen Überblick über den X. Internationalen Kongress für Religionsgeschichte in Marburg im September 1960, an dem sie teilgenommen hatte.
Bereitwillig gab sie Auskünfte, winkte eigeninitiativ mit der Möglichkeit, Gespräche mit dem Schriftsteller Heinrich Böll, mit einem Bekannten vom Bayerischen Fernsehen und anderen herbeizuführen; sie erwähnte auch ihren Cousin, der Direktor der Inneren Mission war. Daraufhin folgte eine etwa vier Jahre dauernde Tätigkeit für das Ministerium für Staatssicherheit als GI „Gertrud“. Sie fuhr auf zwei weitere Kongresse nach Westdeutschland, wo sie DDR-Teilnehmer überwachen, alle möglichen Verbindungen knüpfen und Informationen aus evangelischen und katholischen Kreisen sammeln sollte, wobei die kritischen und ablehnenden Haltungen gegenüber der Adenauer-Regierung besonders interessierten. Der Führungsoffizier befragte sie zur Arbeit der Kirche in studentischen und akademischen Organisationen in der DDR. Pätsch gab Einschätzungen ab, insbesondere über das Wirken ehemaliger Nationalsozialisten. Ihre Hauptaufgabe aber wurde es, ihren Cousin Heinrich-Hermann Ulrich im Präsidium der Hauptgeschäftsstelle des Werkes Innere Mission und Hilfswerk der EKD (heute Diakonie) in Stuttgart auszukundschaften.

## Familie
Gertrud Pätsch war die Mutter des Historikers Martin Robbe. Laut einem Text von Matthias Ulrich war Ferdinand Hestermann der Vater.
Seit 1948 war sie mit Julius Pätsch verheiratet, der in der DDR ab 1949 zunächst Leiter der Hauptabteilung für Hochschulen im Ministerium für Volksbildung in Weimar war. Seit 1951 war er leitend im Staatssekretariat für Hochschulwesen, nach 1952 im Büro des Ministerrates der DDR tätig, bis er 1958 wegen „revisionistischer“ Ansichten anlässlich des Ungarnaufstandes entlassen wurde.
Während der Ehe mit dem Kaufmann Heinrich Robbe(n) (* 1902; † 1969), von 1939 bis 1947, war ihr Name Gertrud Kettler-Robben.
Der Jazz-Trompeter Heinz Wulfestieg und der Theologe Heinrich-Hermann Ulrich waren ihre Cousins.
Das Grab von Gertrud und Julius Pätsch auf dem Jenaer Nordfriedhof ist inzwischen eingeebnet worden.

## Theorie
Gertrud Pätsch ist die Verfasserin von mehr als 200 Arbeiten zu Linguistik, Ethnologie, Soziologie und Religionsgeschichte. Von der Theologie kommend, wandte sie sich, ohne dem theologischen Denken jemals zu entsagen, immer mehr den Sprach-und-Kulturwissenschaften zu, und zwar in weiträumiger, eurasiatischer Überregionalität, die slawischen, semitischen und kaukasischen Sprachen und Kulturen umfassend, später kamen noch die malayopolinesichen und ozeanischen Kulturräume hinzu. Religionswissenschaftliche Arbeiten auf ethnologischer Basis, wie H. Eildermann und die Urreligion, Der Lowalangy-Hymnus und die Hochgott-Idee oder Stand und Aufgaben der Ethnographie, zeugen von der breiten Anlage ihrer wissenschaftlichen Tätigkeit. Pätsch war als leidenschaftliche Gegnerin eurozentristischer Selbstüberschätzung bekannt. Ihre Arbeiten drehen sich immer wieder um die Infragestellung sprachlicher und anderer Voraussetzungen für ideologische und rassische Selektion und ihrer Argumente.

### Sprachwissenschaft
Auf dem Feld der Sprachwissenschaft schlug sich das methodisch nieder in der Erforschung des Baus und der Gesetzmäßigkeit der Sprache durch Vergleiche der Sprachelemente sehr verschiedener, mitunter weit auseinander liegender Sprachen und Sprachgruppen in Hinsicht auf ihre Gedanken- und Begriffsbildende Funktion:
„...so darf man sich dabei nicht mehr auf eine nur englische, nur französische oder wie immer geartete Einschränkung der Betrachtungsweise beschränken. Nicht einmal die Grenzen der indogermanischen Sprachgruppe können heute noch respektiert werden, wenn es sich darum handelt, über die Erforschung von Lautgesetzen hinaus die gedanken- und begriffsbildende Funktion der Sprache zu erkennen. Denn erst aus dem Vergleich mit anderen Gruppen lassen sich syntaktische Gesetze und grammatische Formen, die uns durch Gewöhnung als einheitliches, selbstverständliches Ganzes erscheinen, erschließen als ein vielfach Zusammengesetztes, das uns einen überraschenden Blick tun lässt in das Denken vergangener Epochen, in denen diese Bildungen zustande kamen“ (G. Pätsch: Ein Beispiel moderner Sprachwissenschaft. Universitäts-Zeitung Jena, 1949).
Nach ihrer Übersiedlung in die SBZ engagierte sich Pätsch für den Aufbau einer Sprachwissenschaft auf marxistischer Grundlage. Auf einer Konferenz zu Fragen der Sprachwissenschaft und deren Bedeutung für die Wissenschaft, die anlässlich der Prawda-Diskussion um Stalins „Linguistikbriefe“ 1951 in Berlin stattfand, auf der auch Wolfgang Harich, Robert Havemann und Leo Stern Vorträge hielten, führte Pätsch einen für ihr Vorhaben grundlegenden Kritikpunkt an der bisherigen Sprachwissenschaft aus. Zu der Zeit der Grimms und Franz Bopps sei die Sprachwissenschaft dank ihrer exakten Methode, die auf ihrer historischen Auffassung der Probleme beruhte, den anderen Geisteswissenschaften weit überlegen gewesen. Weder die Geschichtsschreibung noch die Ethnologie seien in der Lage gewesen, ähnliche Methoden zu entwickeln, zu ähnlichen gesicherten Ergebnissen zu kommen. Man habe deswegen der Sprachwissenschaft Aufgaben übertragen, die ihre Kompetenz überschritten. Als es den Sprachwissenschaftlern gelungen sei, durch historischen Vergleich Sprachfamilien und Sprachgruppen in genealogischen Zusammenhängen zu ermitteln, habe zum Beispiel die Anthropologie diese Einteilung übernommen und kritiklos mit anthropologischen Gruppen und Rassen identifiziert. Die Fehler der Anthropologie hätten dann wieder auf die Sprachwissenschaft zurückgewirkt. Man habe die historische Eigengesetzlichkeit der Sprache nicht klar genug erkannt. So haben es auch Nikolaj Marr und seine Schüler versäumt, zuerst die Eigengesetzlichkeit der Sprache zu untersuchen und sie in Gegenüberstellung zu anderen gesellschaftlichen Erscheinungen exakt zu definieren. Diesen Mangel habe man durch spekulative Konstruktionen wettgemacht. Mit Bezugnahme auf Marr schreibt Pätsch:

„Aber alle bisherigen Versuche, die vorhandenen Sprachen zu einer historischen Stufenfolge zu ordnen, haben bisher versagt, und zwar sowohl in der bürgerlichen Wissenschaft als auch bei den Marristen. Der Grund lag darin, dass man die Begriffe „primitiv“ und „hoch entwickelt“ nicht aus den historischen Gegebenheiten ableitete, sondern sie als gewissermaßen aprioristisch festgelegte Begriffe auf die Sprache und vor allem auf ihren morphologischen Bau übertrug. Nach dieser schematischen, völlig lebensfremden Einteilung erschien dann z. B. das Chinesische immer wieder als primitive Sprache, obgleich längst erwiesen ist, dass es eine lange und wechselvolle Geschichte hinter sich hat und als Produkt eines so komplizierten Prozesses in der Tat nicht mehr primitiv genannt werden kann…“

Eine marxistische Sprachwissenschaft würde sich ihrem Gegenstand Sprache annähern, nicht von ihm ausgehen. In diesem Zusammenhang kritisiert Pätsch in ihrem Aufsatz Tiefenstruktur und Sprache die Generative Grammatik.
In ihrem Grundsatzartikel Konfrontation als Vergleichsprinzip bei nicht verwandten Sprachen erläutert sie, wie die Konfrontation helfen solle, in den strukturellen Besonderheiten nicht verwandter Sprachen (u. U. auch bei verwandten Sprachen) das jeweils in seiner Funktion Entsprechende herauszuarbeiten. Damit würde eine Sprache auf die andere hin geordnet, um ihr Verständnis und ihre Aneignung zu erleichtern. Gleichzeitig wären wir angehalten, die einzelne Sprache in ihren Zusammenhängen tiefer zu erfassen und selbstverständlich Scheinendes in Frage zu stellen. Zudem sei man bei einer semantischen Konfrontation auf die Nachbardisziplinen Ethnographie und Geschichte angewiesen, weil sich die Unterschiede variierender gesellschaftlicher und umweltlicher Situationen im Wortschatz widerspiegeln würden, und folglich auf die jeweiligen historischen Umstände eingegangen werden müsse. „Benennungen geben Entscheidungen wieder, die der Mensch in seiner tätigen Begegnung mit der Welt gefällt hat“ (G.Pätsch).

### Kartwelologie
Einen besonderen Platz in ihrem Schaffen nimmt die Kartwelologie ein. Sie übersetzte die georgische Geschichtschronik Kartlis Zchowreba (georgische Chroniken), eine Textsammlung aus dem 9. bis 14. Jahrhundert, zum ersten Mal in eine westeuropäische Sprache. Pätsch betrieb ihre Forschungen unter dem Einfluss solcher georgischen Wissenschaftler, wie Akaki Schanidse, Mariam Lordkipanidse, Arnold Tschikobawa, Schota Dsidsiguri und Ketewan Lomatidse – Vertreter „jener berühmten“ Generation von Wissenschaftlern, die die Kartwelologie zu Anfang des 20. Jahrhunderts prägten und großen Einfluss auf die sowjetische Sprachforschung ausübten. Sie stellte ein paar originelle Untersuchungen an zur Textgeschichte der georgischen Bibel. Ihre Forschungen zu Rustawelli und eine Reihe von Arbeiten zur georgischen Wortstruktur und der Grammatik fanden in Georgien Beachtung.

„Stoff und Form der eigenen Sprache sind aber nur dann verständlich, wenn man ihre Entstehung und allmähliche Entwicklung verfolgt, und das ist nicht möglich ohne Berücksichtigung der verwandten lebenden und toten Sprachen.“

Nach dem Zweiten Weltkrieg vereinigten sich – diesem Prinzip entsprechend – unter der Leitung von Heinrich Junker Iranistik und Kartwelologie an der Humboldt-Universität in Berlin im gemeinsamen Aufbau des Vorderasiatischen Instituts. Der Schwerpunkt der Kartwelologie verlagerte sich später nach Jena, wo Pätsch das bis heute bestehende Institut für Kaukasiologie gegründet hat. Die Kartwelologie wurde von Gertrud Pätsch konzipiert; sie war auch von ihrer Dissertation Das Verbum finitum in der altgeorgischen Übersetzung des Markus-Evangeliums – der ersten Dissertation im Fach Georgisch überhaupt – eingeleitet worden. Im Laufe der Jahre entstanden eine Reihe von Arbeiten, die sich vor allem mit dem Bau des georgischen Verbs und mit syntaktischen Problemen befassten. Die Untersuchungen schufen die Grundlage für die systembezogene Konfrontation. Im Zentrum der Forschung am Institut standen historisches Herangehen und Gegenüberstellung. Die Darstellung der Systemhaftigkeit von Sprache durch eingehende Deutung der Sprachelemente und ihrer Funktionen, die Förderung der Erkenntnis der sprachlichen Gesetzmäßigkeiten durch die Konfrontation verschiedener Strukturen. Im Vorwort zu ihrer Übersetzung des Buches Die georgische Sprache von Schota Dsidsiguri sagt Pätsch über die Methodik der Kaukasiologie in Jena:

„Die Gegenüberstellung, die sich vor allem auf Georgisch und Deutsch bezieht, entspringt einem doppelten Anliegen. Einmal soll sie helfen, die Charakteristik beider Sprachen immer stärker herauszuarbeiten, um die jeweils vorherrschenden Bildungskriterien und Entwicklungstendenzen zu erkennen. Zum anderen verfolgt sie das praktische Ziel, die abweichenden Konstruktionsprinzipien nach Entsprechung in ihrer Funktion zu erschliessen, damit brauchbare Übersetzungshilfen gegeben werden können. […] Es ist kein Zufall, dass die Sprachwissenschaft gerade in solchen Perioden, wo sie eine neue Orientierung in Methode und Theorie anstrebt, den Kartwelsprachen und besonders dem Georgischen ihr gesteigertes Interesse zuwendet. Unter den Kultursprachen mit alter Tradition gibt es kein zweites Idiom, das die Gewöhnung an die eigene Norm so stark zu erschüttern vermag und das die Neigung zu vorschnellen Verallgemeinerungen so gründlich in Frage stellt.“

## Auszeichnungen
- 1971 Verdienstmedaille der DDR

## Veröffentlichungen
- Gertrud Kettler: Das Verbum finitum in der altgeorgischen Uebersetzung des Markus-Evangeliums. Band XIV der Linguistischen Anthropos-Bibliothek, Mödling bei Wien (zur Zeit der Herausgabe bereits emigriert nach Posieux bei Fribourg / Schweiz), 1938 / Der Westfale, Münster, 1938.
- Die Sprache von Nias. Humboldt-Universität, Habilitationsschrift, Berlin 1951.
- Zur marxistisch-leninistischen Lehre von der Sprache. Deutscher Verlag der Wissenschaften, Berlin 1952 / Fernunterricht der Parteihochschule „Karl Marx“ der Sozialistischen Einheitspartei Deutschlands, Kleinmachnow 1953. Digitalisat
- Grundfragen der Sprachtheorie. VEB Niemeyer, Halle (Saale) 1955.
- Gertrud Pätsch (Hrsg.) & Martin Robbe (Hrsg.): Prosper Alfaric: Die sozialen Ursprünge des Christentums. Progress-Verlag Johann Fladung, Darmstadt 1963 / Deutscher Verlag der Wissenschaften, Berlin 1963, (Buchübersetzung aus dem Französischen, im Orig.: Origines sociales du christianisme).
- Buchübersetzung aus dem Georgischen: Konstantine Gamsachurdia: Die rechte Hand des grossen Meisters. Historischer Roman. Verlag Kultur und Fortschritt VEB, 1969 / Nora-Verlag, Berlin 2018, ISBN 978-3-86557-455-8.
- Buchübersetzung aus dem Russischen: Schota Dsidsiguri: Die georgische Sprache: kurzer Abriss (Gruzinskij jazyk). Niemeyer VEB, 1973.
- Tiefenstruktur und Sprache. In: Franz Bolck (Hrsg.): Ideologie und Sprache. Wissenschaftliche Beiträge der Friedrich-Schiller-Universität Jena, 1974.
- Herders Beitrag zur Sprachtheorie. Weimarer Sommer-Vorträge, Friedrich-Schiller-Universität, Jena, 1981.
- Buchübersetzung aus dem Georgischen, mit einem ausführlichen Vorwort:  Das Leben Kartlis: Eine Chronik aus Georgien 300–1200. Dieterich’sche Verlagsbuchhandlung, Leipzig 1985, ISBN 3-7350-0096-7.

### Aufsätze
Wissenschaftliche Zeitschrift der Friedrich-Schiller-Universität Jena (Gesellschafts- und sprachwissenschaftliche Reihe)
- Der Lowalangi-Hymnus und die Hochgott-Idee. 12(1963)Sonderheft, 75-83.
- Internationalismen in der modernen georgischen Sprache. 13(1964)1, 111–117.
- Die Tradition der austrischen Sprachvergleichung und G. Kahlos indonesisch – polynesisches Silbenwörterbuch. 14(1965)3, 489–498.
- Warum sprachwissenschaftliche Arbeitsgemeinschaft? 16(1967)5, 551–554.
- Der semantische Bereich „Arbeit-Produktion“ im Georgischen. 16(1967)5, 637–642.
- Sprachwissenschaft und historischer Materialismus zum 150. Geburtstag von Friedrich Engels. 19(1970)3, 425–442.
- Gertrud Pätsch & Gottfried Meinhold: Einige Signaleigenschaften georgischer Medien an Hand oszillographischer Registrierungen. 22(1973)3, 419–426.
- Washa-Pschawela und der Realismus. 22(1973)3, 469–475.
- Gertrud Pätsch & Gottfried Meinhold: Einige Signaleigenschaften der abruptiven Laute im Georgischen. 24(1975)5/6, 649–656.
- Zur Historizität der Vita Ninos. 24(1975)5/6, 559–571.
- Konstantine Gamsachurdia 1893–1975. 26(1977)1, 117–126.

Bedi Kartlisa (Le Destin de la Géorgie). Revue de Kartvélologie (Paris)
- Zur Frage der doppelten Relation im Georgischen. 17–18(1964), 132–145.
- Linguistische Bemerkungen zur Textgeschichte der georgischen Bibel. 50-51(1966), 103-111. Digitalisat
- Eri, Nacia, Xalxi in georgischer fremdsprachlicher Korrespondenz. 50-51(1966), 196-201.
- Das georgische Präsens – indoeuropäischer Einfluss oder eigengesetzliche Entwicklung? XXIII–XXIV(1967).
- Synkretismus und Orthodoxie im frühgeorgischen Christentum. 32(1974), 188-212.
- Die Bekehrung Georgiens. Mokcevay Kartlisay (Verfasser unbekannt). 33(1975), 288-337.
- Zu semantischen Problemen in der altgeorgischen (sic) Übersetzung der Paulusbriefe. 34(1976), 199-213.
- Griechisches Lehngut im Georgischen. XXXV. 1977. 261-274.
- Die Überlieferung der syrischen Väter: III. Das Martyrium des Bischofs Abibos von Nekresi. 41(1983), 313-318.
- Zur Analyse der georgischen Wortstruktur. Vol.XXV(1986), 195-207.

Sinn und Form
- Der Mann im Pantherfell – als Zeitdokument. 6(1970), S. 1377.

Mitteilungen des Institutes für Orientforschung. Deutsche Akademie der Wissenschaften zu Berlin, Institut für Orientforschung
- Reste einer personal gegliederten Konjunktion im Indonesischen. Bd.X(1964), 171–181.
- Schota Rustaweli und seine Zeit. Zur 800. Wiederkehr seines Geburtstages. Bd.XII(1966/67), 1–16.
- Oktoberrevolution und nationale Frage in Georgien. Bd.XIII(1967), 143–152.
- Konfrontation als Vergleichsprinzip bei nicht verwandten Sprachen. Bd. XVI(1970).
- Gottesvorstellung und Menschenbild bei Rustaveli. Bd.XVI(1986), 68–84.

Wissenschaftliche Zeitschrift der Humboldt-Universität zu Berlin (Gesellschafts- und sprachwissenschaftlichen Reihe)
- Die georgische Aoriskonstruktion. Jg.2, H.1 (1952/53), 5–13.
- Stand und Aufgaben der Ethnographie. Jg.5, Nr.2 (1955/56), 51–60.
- H. Eildermann und die Urreligion. JG. VII Nr. 3 (1957/58), 359–392.
- Der Bedeutungswandel im Motiv des sterbenden und auferstehenden Gottes. Jg. 10, Heft 1 (1961), 47–57.
- Humboldts Beiträge zur modernen Sprachwissenschaft. Jg.XVII Nr.3 (1986), 153–156.

Ethnographisch-Archäologische Zeitschrift
- Die historisch-vergleichende Sprachwissenschaft und die Ur- und Frühgeschichte. 11(1970), 3, Seite 351–358.
- Probleme zur ethnischen Bestimmung der Georgier. 15(1974), 4, Seite 577–589.
- Zur Bestimmung des Mythus. 20(1979), 2, Seite 251–263.

Zeitschrift für Phonetik, Sprachwissenschaft und Kommunikationsforschung
- Verbale und nominale Fügungen im Nias. 1964, S. 597.
- Der Nias im historischen Vergleich. 1978, Heft 31.1, S. 58–72.
- Voraussetzungen für den historischen Vergleich. 1978, Heft 31.5, S. 492.

Außerdem
- Gertrud Kettler: Das finite Verb im ältesten Georgisch (Vortrag auf dem IX. Deutschen Orientalistentag). Zeitschrift der Deutschen Morgenländischen Gesellschaft, Band 92, Leipzig, 1938.
- Philologie nach 150 Jahren. Forum, Zeitschrift für demokratische Studenten Deutschlands, Verl. Junge Welt, Berlin 1950, Heft 9, S. 5.
- Wie die Deutsche Sprache entstand. In: Unser Deutschland. ein Buch für alle die es Lieben (Red. W. Victor), Verlag Neues Leben, Berlin 1957.
- Kaukasische Impressionen. Forum. Organ des Zentralrates der FDJ, Jg. 12 Nr. 51/51, Jg. 13 Nr. 1 und 2, Berlin 1958/59.
- Übersetzung aus dem Französischen: Maurice Leroy: Über den heutigen Stand der Sprachwissenschaft. Das Altertum, Bd.6, Heft (1960), 195–204.
- Zum Strukturwandel orientalischer Kulturen. Wissenschaftliche Zeitschrift der Martin-Luther-Universität Halle-Wittenberg, Gesellschafts- und sprachwissenschaftl. Reihe, Jg.X, H.1(1961), 47–57.
- Der mißbrauchte Mythos. Deutsche Zeitschrift für Philosophie, Jg. 11(1963), 1407–1414.
- Um eine Definition des Religionsbegriffes. Atheistische Forschungen, Mitteilungsblatt des zentralen Arbeitskreises der DDR „Wissenschaftlicher Atheismus“; Nr.6, Dez. 1964, 26-32.
- Grusinien oder Georgien? Sächsische Zeitung, 10. Dezember 1969, S. 6.
- In memoriam Ferdinand Hestermann. In: Beiträge zur Ethnolinguistik. Gedenkschrift zum 100. Geburtstag von Ferdinand Hestermann. Wiss. Beitr. d. Friedrich-Schiller-Universität, 1980, S. 7.
- Zum Mythos der Setzung. In: Beiträge zur Ethnolinguistik. Gedenkschrift zum 100. Geburtstag von Ferdinand Hestermann. Wiss. Beiträge d. Friedrich-Schiller-Universität, 1980, S. 254.
- Sprachliche Rekonstruktion als Strukturproblem. Orientalische Literaturzeitschrift, 01/1980.

in Georgien erschienen
- Kaukasische Impressionen (georgisch, übersetzt von L. Sadradze, T. Tschikowani). Monatliche literarische und gesellschaftlich-politische Zeitschrift. Organ des sowjetischen Schriftstellerverbandes in Georgien, Jg.36, Nr.5, Mai 1959.
- Zur Kaukasiologie in Deutschland (georgisch). Kommunisti, Tbilisi, 19. August 1960.
- Ich schätze mich glücklich (georgisch). Tbilisis Universiteti, Tbilisi, 14. Januar 1966.

Zeitungsartikel von Gertrud Kettler zwischen 1946 und 1949 (Auswahl)
- Individuum und Gesellschaft. Vortragsreihe im Kulturbund zur Erneuerung Deutschlands. Volks-Echo für Westfalen und Lippe, Jg. 2, Nr. 49, Detmold, 21. Juni 1947, S. 4.
- Wir sind in die Irre gegangen. Annäherung zwischen Evangelischer Kirche und Marxismus. Westdeutsches Volks-Echo, Jg. 2, Nr. 63, 9. September 1947.
- Heutige Frauenprobleme. Westdeutsches Volks-Echo, Jg. 2, Nr. 67, 23. September 1947.
- Schulreformvorschläge ohne Reform. Pädagogische Tagung des Landes Nordrhein-Westfalen. Westdeutsches Volks-Echo, Jg. 2, Nr. 86, 28. November 1947.
- Staatskapitalismus oder Sozialismus. Eine Betrachtung über moderne Begriffsverwirrung. Westdeutsches Volks-Echo, Jg. 2, Nr. 91, 16. Dezember 1947.
- Philosophie des entwurzelten Bürgertums. Westdeutsches Volks-Echo, Jg. 3, Nr. 4, 16. Januar 1948.